# Batycze
Batycze (ukr. Батичі) – wieś w Polsce położona w województwie podkarpackim, w powiecie przemyskim, w gminie Żurawica.
Wieś starostwa przemyskiego w drugiej połowie XVI wieku, położone były na przełomie XVI i XVII wieku w ziemi przemyskiej województwa ruskiego.
W II Rzeczypospolitej wieś w powiecie przemyskim w województwie lwowskim.
W latach 1945–1946 nacjonaliści ukraińscy z OUN-UPA zamordowali tutaj 4 Polaków, paląc większość zabudowań.
W latach 1975–1998 miejscowość administracyjnie należała do województwa przemyskiego.